# Гільєрмо Селіс
Гільєрмо Селіс (ісп. Guillermo Celis, нар. 8 травня 1993, Сінселехо) — колумбійський футболіст, півзахисник колумбійського «Депортес Толіма».
Виступав, зокрема, за клуб «Атлетіко Хуніор», а також національну збірну Колумбії.

## Клубна кар'єра
У дорослому футболі дебютував 2011 року виступами за команду клубу «Барранкілья», в якій провів лише 1 матч чемпіонату.
Своєю грою за цю команду привернув увагу представників тренерського штабу клубу «Атлетіко Хуніор», до складу якого приєднався 2012 року. Відіграв за команду з Барранкільї лише один матч.
Частину 2013 року знову захищав кольори команди клубу «Барранкілья», граючи на умовах оренди.
До складу «Атлетіко Хуніор» повернувся 2013 року. Відтоді встиг відіграти за цю команду з Барранкільї 95 матчів в національному чемпіонаті.
Влітку 2016 року перебрався до Португалії, ставши гравцем лісабонської «Бенфіки».

## Виступи за збірну
2016 року дебютував в офіційних матчах у складі національної збірної Колумбії. Наразі провів у формі головної команди країни 6 матчів.
У складі збірної був учасником розіграшу Кубка Америки 2016 року у США, на якому команда здобула бронзові нагороди.

## Статистика клубних виступів
| Команда                    | Дивізіон          | Сезон             | Чемпіонат | Чемпіонат | Національний кубок | Національний кубок | Континентальні кубки | Континентальні кубки | Усього | Усього |
| Команда                    | Дивізіон          | Сезон             | Ігор      | Голів     | Ігор               | Голів              | Ігор                 | Голів                | Ігор   | Голів  |
| -------------------------- | ----------------- | ----------------- | --------- | --------- | ------------------ | ------------------ | -------------------- | -------------------- | ------ | ------ |
| «Барранкілья» Колумбія     | Дивізіон B        | 2011              | 1         | 0         | 1                  | 0                  | 0                    | 0                    | 2      | 0      |
| «Барранкілья» Колумбія     | Разом             | Разом             | 1         | 0         | 1                  | 0                  | -                    | -                    | 2      | 0      |
| «Атлетіко Хуніор» Колумбія | 1ª                | 2012              | 1         | 0         | 6                  | 0                  | 0                    | 0                    | 7      | 0      |
| «Атлетіко Хуніор» Колумбія | Разом             | Разом             | 1         | 0         | 6                  | 0                  | 0                    | 0                    | 7      | 0      |
| «Барранкілья» Колумбія     | Дивізіон B        | 2013              | 1         | 0         | 1                  | 0                  | 0                    | 0                    | 2      | 0      |
| «Барранкілья» Колумбія     | Разом             | Разом             | 1         | 0         | 1                  | 0                  | -                    | -                    | 2      | 0      |
| «Атлетіко Хуніор» Колумбія | 1ª                | 2013              | 20        | 2         | 6                  | 0                  | 0                    | 0                    | 26     | 2      |
| «Атлетіко Хуніор» Колумбія | 1ª                | 2014              | 28        | 0         | 10                 | 0                  | 0                    | 0                    | 38     | 0      |
| «Атлетіко Хуніор» Колумбія | 1ª                | 2015              | 34        | 4         | 12                 | 0                  | 4                    | 0                    | 50     | 4      |
| «Атлетіко Хуніор» Колумбія | 1ª                | 2016              | 13        | 0         | 0                  | 0                  | 0                    | 0                    | 13     | 0      |
| «Атлетіко Хуніор» Колумбія | Разом             | Разом             | 95        | 6         | 28                 | 0                  | 4                    | 0                    | 127    | 6      |
| Усього за кар'єру          | Усього за кар'єру | Усього за кар'єру | 98        | 6         | 36                 | 0                  | 4                    | 0                    | 138    | 6      |

## Титули і досягнення
- Володар Кубка Колумбії (1):

«Хуніор де Барранкілья»: 2015
- Чемпіон Португалії (1):

«Бенфіка»: 2016-17
- Володар Суперкубка Португалії (1):

«Бенфіка»: 2016
- Бронзовий призер Кубка Америки: 2016